# Луиза Гессен-Кассельская
Луи́за Вильгельми́на Фредери́ка Кароли́на Авгу́ста Ю́лия Ге́ссен-Кассе́ль-Румпенхайм (нем. Luise Wilhelmine Friederike Caroline Auguste Julie von Hessen-Kassel zu Rumpenheim, дат. Louise Wilhelmine Frederikke Caroline Auguste Julie; 7 сентября 1817[…], Кассель, Гессен — 29 сентября 1898[…], Дворец Бернсторф, Копенгаген) — гессенская принцесса, в замужестве королева Дании (15 ноября 1863), супруга короля Дании Кристиана IX, бабушка императора России Николая II и короля Великобритании Георга V, а также некоторых других европейских монархов.

## Биография
Луиза родилась в семье немецкого принца Вильгельма Гессен-Кассель-Румпенхаймского и его супруги Шарлотты Ольденбургской. Её мать приходилась внучкой королю Дании Фредерику V. С трёх лет девочка проживала в Дании.
26 мая 1842 года вышла замуж за своего троюродного брата принца Кристиана Шлезвиг-Гольштейн-Зондербург-Глюксбургского, сына Фридриха Вильгельма, герцога Шлезвиг-Гольштейн-Зондербург-Глюксбург и принцессы Луизы Каролины Гессен-Кассельской.
По рождению не будучи прямым наследником датского престола, в 1847 году он был объявлен по воле короля Кристиана VIII, на племяннице которого Луизе был женат, преемником после будущего Фредерика VII, так как последний не мог иметь детей. Это решение было поддержано крупными державами Европы. 3 июля 1853 года Фредерик VII сделал Луизу и её супруга наследной королевской четой. У будущей королевы были натянутые отношения с королём, который состоял в морганатическом браке с актрисой Луизой Расмуссен, который не одобряла Луиза.

Парадный портрет Луизы как королевы Дании

15 ноября 1863 года супруги стали датскими монархами. Брак Луизы был основан на взаимных чувствах и оказался очень счастливым и многодетным. Луиза подарила мужу шестерых детей. Королевская чета жила достаточно скромно и в Дании считалась образцом семейного благополучия. Семейными делами занималась, в основном, королева. Когда в 1870 году младшая дочь королевы принцесса Тира забеременела от лейтенанта кавалерии, Луиза взяла ситуацию в свои руки, отправив дочь в Грецию к греческому королю, который приходился родным братом Тире, где принцесса смогла родить ребёнка и сохранить это в секрете от прессы.
Королева Луиза не любила придворную жизнь и проводила много времени в изоляции от людей. Она практически не оказывала никакого влияния на политику. Единственное, в чём королева была активна, это браки её шестерых детей. Благодаря усилиям Луизы датский королевский дом породнился с монаршими династиями России, Великобритании, Греции, Франции и Швеции. Среди королевских родственников супруги были известны как «тесть и тёща Европы». Каждый год в Данию приезжали дети и внуки королевской четы со всей Европы.
Под патронажем королевы находилось 26 различных благотворительных учреждений, многие из которых основала лично. Луиза любила музыку и живопись, покровительствовала известной датской художнице польского происхождения Елизавете Йерихау-Бауман.
К концу жизни королева практически оглохла. В последние годы жизни с королевой неизменно находились две женщины из организации диаконисса, которую Луиза сама и основала. Луиза была датской королевой 35 лет, больше чем кто-либо до неё. Скончалась 29 сентября 1898 года. Её супруг умер в 1906 году. Оба захоронены в соборе Роскилле в Копенгагене.

## Семья

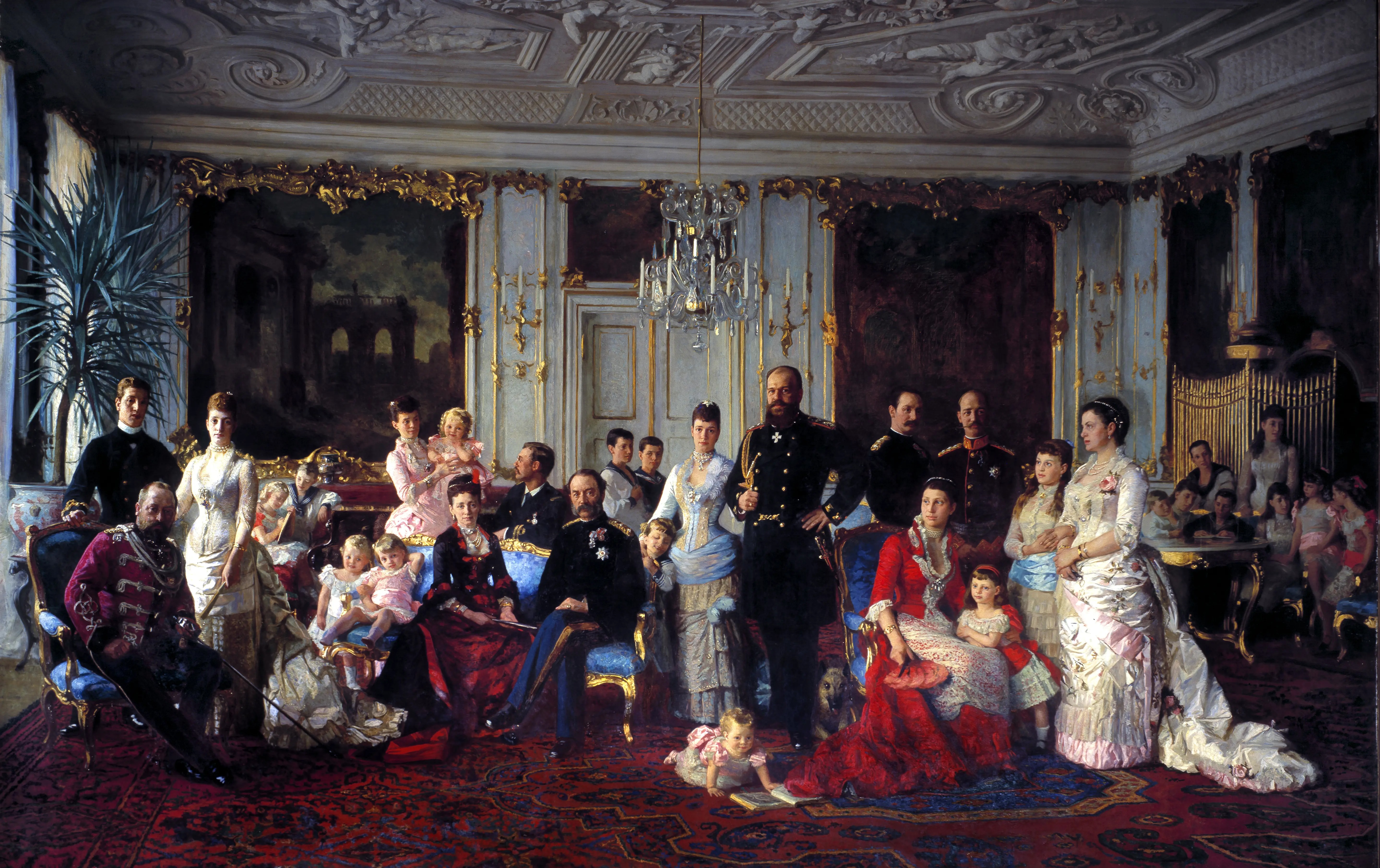
Король и королева Дании в кружении своих детей с супругами и внуков. Лауриц Туксен, между 1883 и 1886 годами. Амалиенборг.

В браке она родила шестерых детей, все они совершили неплохие династические комбинации:
- принц Кристиа́н Фредери́к Вильге́льм Карл (03.06.1843—14.05.1912) — король Дании Фредерик VIII с 1906 по 1912; был женат на принцессе Луи́зе Шведской и Норвежской, дочери короля Карла XV и Луизы Нидерландской, с которой имел в браке восьмерых детей, включая короля Дании Кристиана X и короля Норвегии Хокона VII;
- принцесса Алекса́ндра Кароли́на Мари́я Шарло́тта Луи́за Ю́лия (01.12.1844—20.11.1925) — замужем за королём Великобритании и императором Индии Эдуа́рдом VII, сыном принца-консорта Альберта Саксен-Кобург-Готского и королевы Виктории, имели трёх сыновей и трёх дочерей, включая короля Великобритании Георга V и королеву Норвегии Мод;
- принц Кристиа́н Вильге́льм Фердина́нд Адо́льф Гео́рг (24.12.1845—18.03.1913) — король Греции Георг I в 1863—1913 годах, был женат на великой княжне О́льге Константи́новне, дочери великого князя Константина Николаевича и Александры Иосифовны, имели в браке пять сыновей и три дочери, включая короля Константина I;
- принцесса Мари́я Софи́я Фредери́ка Дагма́ра (26.11.1847—13.10.1928) — замужем за Российским императором Алекса́ндром III, сыном императора Александра II и Марии Александровны, приняла имя Мария Фёдоровна; в браке родилось четверо сыновей и две дочери, включая последнего императора Николая II;
- принцесса Ти́ра Ама́лия Кароли́на Шарло́тта А́нна (29.09.1853—26.02.1933) — замужем за принцем Ганноверским Э́рнстом Авгу́стом II, сыном короля Ганновера Георга V и Марии Саксен-Альтенбургской, имели трёх сыновей и трёх дочерей;
- принц Вальдема́р (27.10.1858—14.01.1939) — был женат на Мари́и Орлеа́нской, дочери Роберта, герцога Шартрского и Франсуазы Орлеанской, имели четырёх сыновей и дочь.